# Bryum osculatianum
Bryum osculatianum är en bladmossart som beskrevs av De Notaris 1859. Bryum osculatianum ingår i släktet bryummossor, och familjen Bryaceae. Inga underarter finns listade i Catalogue of Life.